# Vordtriede-Haus Freiburg

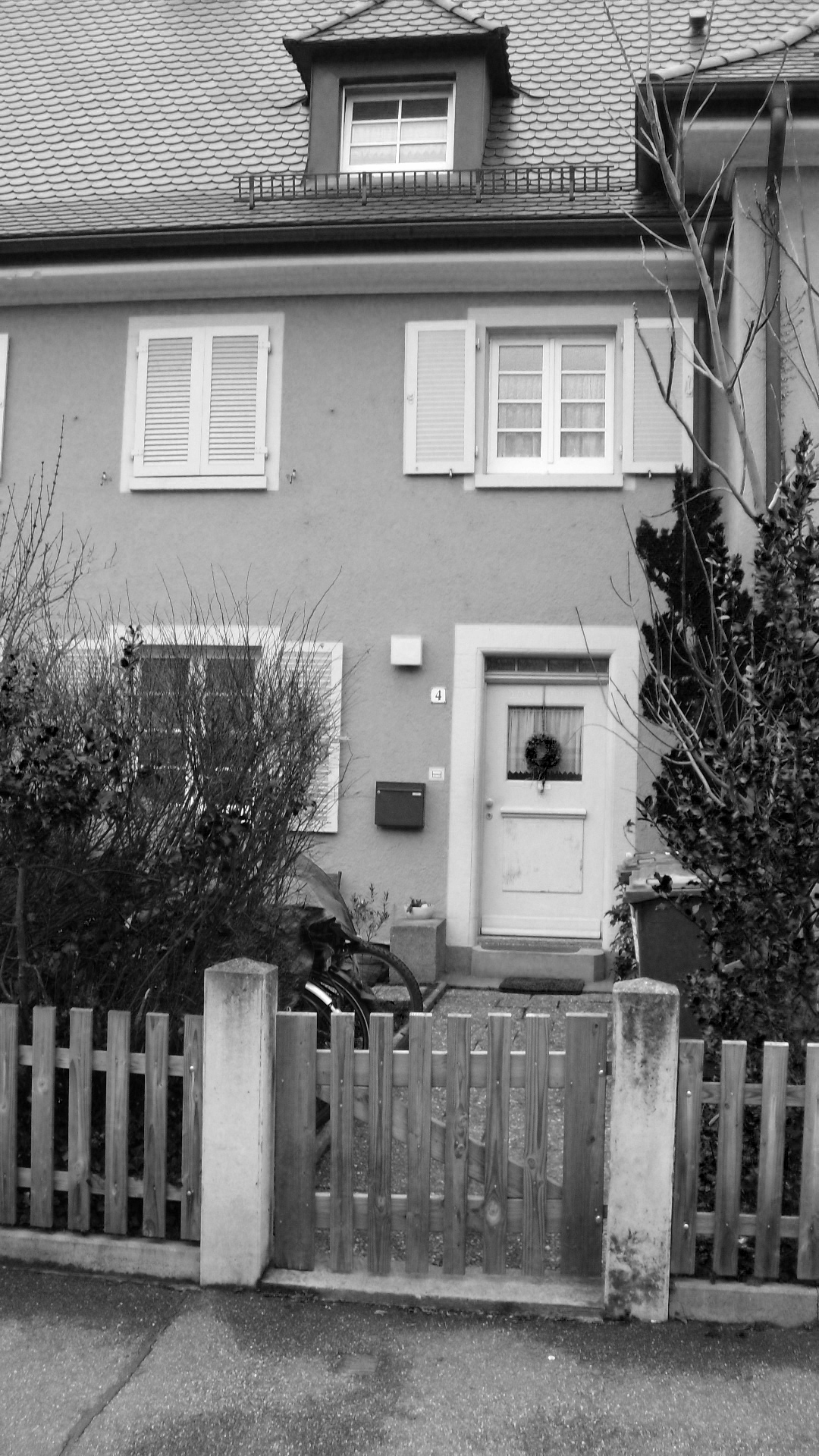
Vordtriede-Haus Freiburg

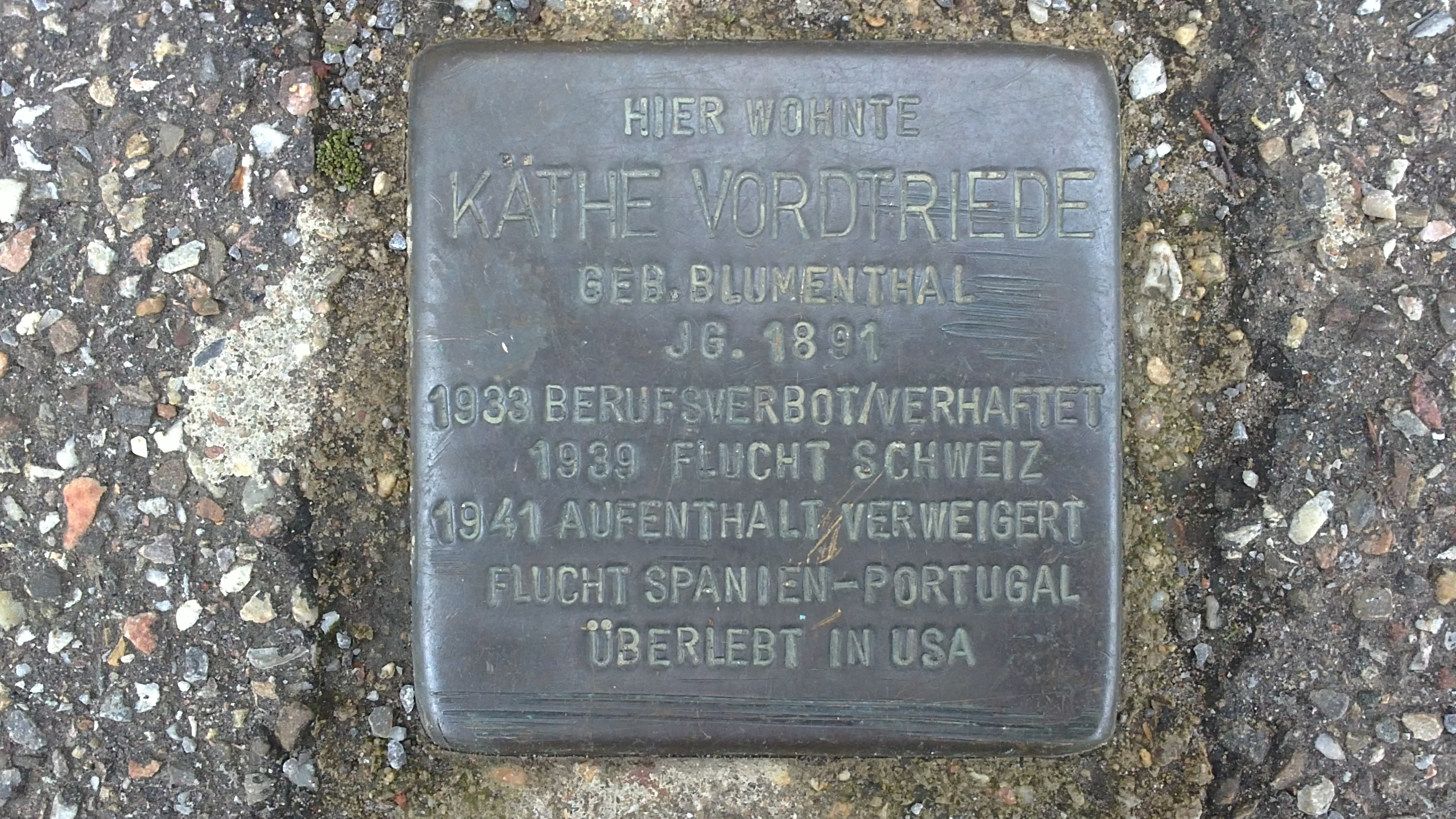
Stolperstein für Käthe Vordtriede vor dem Haus

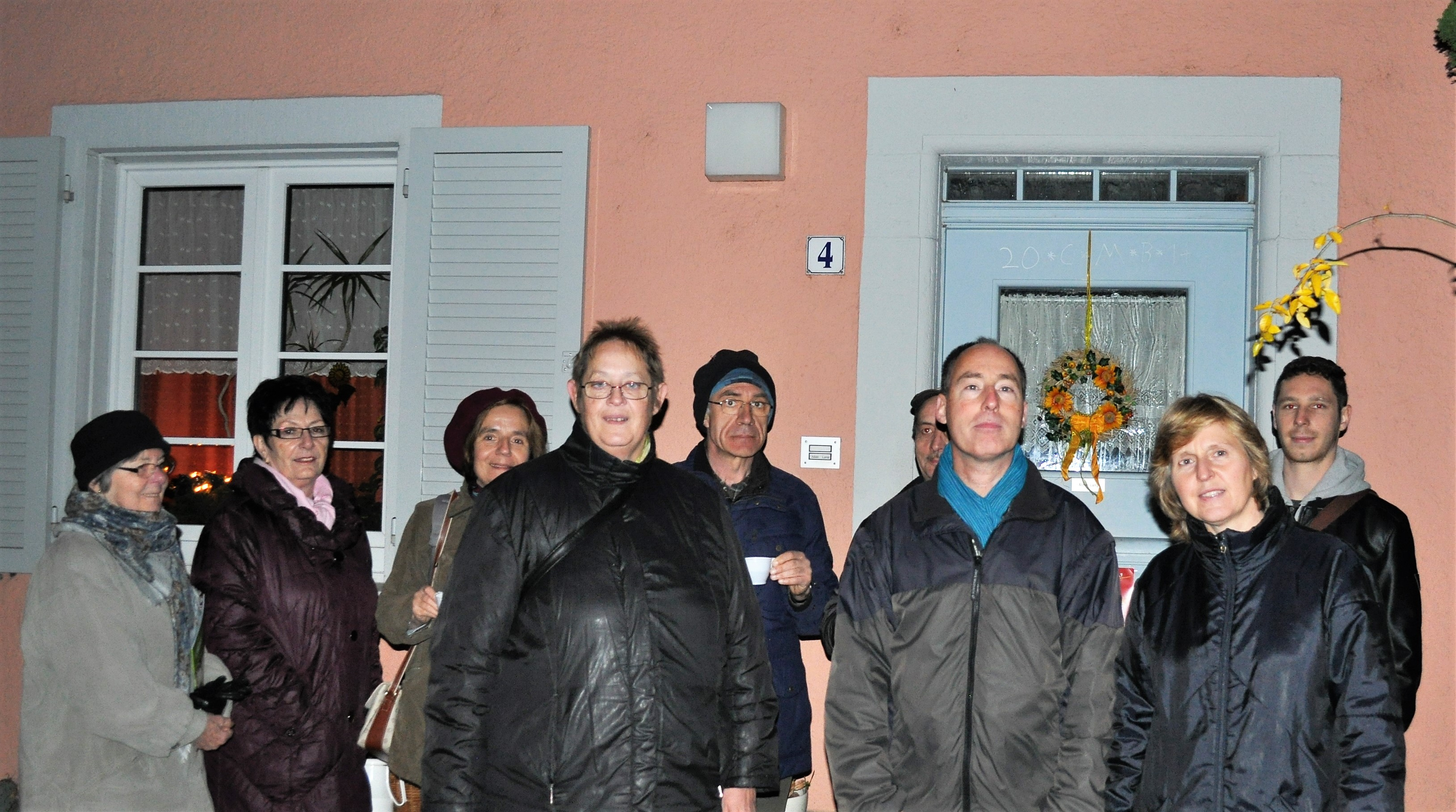
Bürgertreff vor dem Haus

Das Vordtriede-Haus Freiburg befindet sich in der Fichtestraße 4 in Haslach-Gartenstadt von Freiburg im Breisgau. Der heutige Erinnerungsort war zur Zeit des Nationalsozialismus Wohnsitz der jüdischen Journalistin und Schriftstellerin Käthe Vordtriede (1891–1964) und ihrer beiden Kinder Fränze Vordtriede (1911–1997) und Werner Vordtriede (1915–1985). Das Haus war die letzte gemeinsame Wohnstätte vor ihrer verfolgungsbedingten Emigration in den Jahren 1933, 1935 und 1938. Im Zuge der Gleichschaltung wurde Käthe Vordtriede zuvor die Mitgliedschaft beim Bauverein Freiburg i. Br. gekündigt. Damit erlosch auch ihre lebenslange Wohnberechtigung.

## Erinnerungsprojekt
Seit 2014 widmet sich vor Ort eine private Gedenkinitiative mit dem Namen „Vordtriede-Haus Freiburg“ der Erinnerung an Käthe, Fränze und Werner Vordtriede. Gründer und Projektleiter ist der heutige Mieter des Hauses. Der Slogan des Projekts lautet: „Erinnerung, Forschung, Mahnung.“ Erinnerung beinhaltet hier auch die Bereiche Erinnerungskultur und Erinnerungsarbeit. Forschung umfasst hierbei die Bereiche Exil, Nationalsozialismus und Ortsgeschichte. Hinter dem Begriff Mahnung stehen das Engagement gegen Antisemitismus, Rechtsradikalismus und Rassismus. Damit nimmt die Initiative auch wichtige zivilgesellschaftliche Aufgaben wahr. Ferner versteht sie sich als koordinierende und offene Plattform für weitere Impulse, Konzepte und Veranstaltungsprojekte.
Anlässlich des 50. Todestages von Käthe Vordtriede wurde in einem Pressebeitrag 2014 erstmals über die Initiative berichtet, die den Vorschlag nach einer Straßenbenennung im Nachbarstadtteil machte. Für die Straßenbenennung „Geschwister-Vordtriede-Straße“ fand sich keine politische Mehrheit. Im November 2014 gab es das erste Zeitzeugengespräch mit einem ehemaligen Nachbarskind von Käthe Vordtriede in Freiburg.
2015 veröffentlichte die Initiative ein so genanntes „Vordtriede-Quiz“ und beteiligte sich am „Haslacher Adventskalender“. Leser wurden aufgerufen, das Projekt mit Dokumenten, Fotos und Informationen zu unterstützen.
Anfang 2016 erfolgte eine Nominierung für den „HelferHerzen“-Preis der Drogeriemarktkette dm. Im April 2016 gab es ein zweites Zeitzeugengespräch zu Werner Vordtriede in München. Der Zeitzeuge war Literaturwissenschaftler Dieter Borchmeyer, ein ehemaliger Student. Im Juni 2016 wurde die Benennung einer Straße in München nach Werner Vordtriede vorgeschlagen. Ein Anlass war die Umbenennung von historisch belasteten Straßennamen. Bis September 2016 gab es mehrere Übersetzungen des „Vordtriede-Quiz“. Im November wurde die Initiative beim BfDT eingetragen. Ende 2016 stellte der Bauverein, als Eigentümer des denkmalgeschützten Wohnhauses, das Bürgerprojekt in seinem Mitgliedermagazin vor.
Im Frühjahr 2017 wurde das Haus in die Freiburger Geschichtsdatenbank Future History aufgenommen. Ende Mai
folgte die Übernahme des „Vordtriede-Quiz“ in den Buchbestand der Stadtbibliothek Freiburg im Breisgau. Anfang Juli gab es eine Stadtführung in Kooperation mit dem Augustinermuseum Freiburg. Im Dezember 2017 würdigte der Bauverein Breisgau eG das Erinnerungsprojekt.
2018 wurde die Familie Vordtriede und ihre letzte Wirkungsstätte, Teil eines Schülerwettbewerbs in Baden-Württemberg. Hintergrund war der 80. Jahrestag der „Reichspogromnacht“. Die Schirmherrschaft übernahm der ehemalige Politiker Johannes Gerster aus Mainz.
Seit Juni 2019 ist das Projekt im Bildungsnetzwerk „Haus des Engagements“ Freiburg. Im August 2019, genau zum 55. Todestag von Käthe Vordtriede, berichtete die Badische Zeitung erstmals über die Kinder Fränze und Werner Vordtriede und das bereits erschienene Quiz.
Im Januar 2020 gab es, zum 75. Tag des Gedenkens an die Opfer des Nationalsozialismus, eine Einladung nach Halle (Saale). Dort wurde eine Leseinszenierung eröffnet. Dabei wurde, erstmals außerhalb Freiburgs, auch die emigrierte Familie und das Projekt vorgestellt. Ende März 2020 wurde ein Bericht von Käthe Vordtriede in Buchform veröffentlicht. Dieser handelt vom Caritasverband Freiburg und wurde von der Journalistin 1928 geschrieben. Im September 2020 wurde das Projekt bei einer Fotoausstellung des Museums Synagoge Gröbzig gezeigt.
Anfang Mai 2021 wurde, aufgrund der andauernden COVID-19-Pandemie, die Teilnahme am „Boulevard des Engagements“ endgültig abgesagt. Die ursprünglich geplante Großveranstaltung sollte entlang der Werthmannstraße bis zum Platz der Alten Synagoge gehen und war Teil des Stadtjubiläums „900 Jahre Freiburg“.
Eine für März 2022 vorgesehene Forschungsreise nach Herford und Bielefeld wurde aufgrund des Ukraine-Krieges abgesagt. 2023 wurde die Kampagne „100 Jahre Käthe Vordtriede“ durchgeführt. Diese umfasste eine Buchpräsentation, Forschungsreise, Stadtführung, Veröffentlichung und zwei Vorträge. Seit 2024  ist die Gedenkinitiative auf der Plattform Initiativen gegen Rechtsextremismus in Deutschland verzeichnet.

## Auszeichnungen
Ende 2015 wurde das Projekt mit dem Stadtpreis „Bürgerschaftliches Engagement“ ausgezeichnet. Damit verbunden war die Einladung zu einer politischen Bildungsreise nach Berlin. Einladender ist traditionell ein amtierender Bundestagsabgeordneter des Bundeswahlkreises Freiburg. Diesmal war es Kerstin Andreae. Das Preisgeld wurde für die Forschung verwandt.
Im Jahr 2016 folgte eine Urkunde für Soziales Engagement, im Bereich Politische Bildung. Ausrichter war die Drogeriemarktkette dm.
2021 wurde das Projekt, im Rahmen des Aktiv-Wettbewerbs des BfDT, mit einem Förderpreis bedacht. Es gehörte zu den acht Preisträgern aus Baden-Württemberg. Die Digitale Preisverleihung fand im Mai 2022 in Berlin statt.